# Col de Bertol
Le col de Bertol est un col pédestre situé dans les Alpes valaisannes, au sud-est d'Arolla, à 3 264 m. Il permet de rejoindre Zermatt via le col d'Hérens, généralement en passant par Tête Blanche.
Il est situé sur l'itinéraire de la Patrouille des glaciers.
La cabane de Bertol surplombe le col sur l'arête nord. On y accède par une série d'échelles.